# Bully (joc video)
Bully (cunoscut și ca Canis Canem Edit în versiunea originală pentru PlayStation 2 ) este un joc video de acțiune-aventură dezvoltat de Rockstar Vancouver și publicat de Rockstar Games. Jocul a fost inițial lansat exclusiv pentru PlayStation 2 pe 17 octombrie 2006 în America de Nord și pe 25 octombrie 2006 în Marea Britanie, deși a fost plănuită și o versiune pentru Xbox, care a fost în cele din urmă anulată din motive nedezvăluite. O versiune specială din Statele Unite a jocului include în plus niște benzi desenate și un mini-joc în care un personaj pe nume buli= exagerat de prost, joacă rolul principal.
O versiune îmbunătățită a jocului, intitulată Bully: Scholarship Edition, a fost lansată pe 4 martie 2008 pentru Wii și Xbox 360 și pe 24 octombrie 2008 pentru Microsoft Windows. O versiune îmbunătățită a lui Scholarship Edition, intitulată Bully: Anniversary Edition, a fost lansată la rândul ei pe 8 decembrie 2016 pentru Android și iOS, cu ocazia aniversării de 10 ani a versiunii originale a jocului.
Acțiunea jocului se petrece în orășelul fictiv Bullworth și urmărește povestea lui Jimmy Hopkins, un băiat indisciplinat în vârstă de 15 ani, care este lăsat la Academia Bullworth timp de un an și încearcă să urce în ierarhia școlii pentru a restaura pacea printre elevi și a-i opri pe bătăuși. În ciuda controverselor dinaintea lansării, cauzate în mare parte de numele jocului, Bully a avut parte de recenzii pozitive, fiind lăudate în mod special misiunile, povestea și personajele. Criticile s-au concentrat pe prezentare și glitch-uri. Versiunea originală a lui Bully a vândut peste 1.5 milioane de copii și a primit numeroase premii.

## Gameplay
Bully este un joc de acțiune-aventură plasat într-un open-world și jucat dintr-o perspectivă third person. Modul singleplayer al jocului îi dă jucătorului controlul asupra lui Jimmy Hopkins, un adolescent rebel care cauzează doar probleme. Pe măsură ce progresează în poveste, Jimmy ajunge tot mai respectat și important printre diferitele "găști" de elevi bazate pe diferite arhetipuri, printre care Bătăușii, Tocilarii, Prepii, Greaserii și Sportivii. Jucătorii completează misiunii - scenarii lineare cu obiective stabilite - pentru a progresa în poveste. Pe lângă misiunile principale, jucătorii pot explora liberi open-world-ul jocului și pot completa diferite misiuni secundare opționale. Orășelul fictiv Bullworth, în care se petrece acțiunea, este împărțit în cinci zone: Academia Bullworth, Vechea Vale Bullworth, Orașul Bullworth, New Coventry și Zona Industrială Blue Skies. La începutul jocului, jucătorul poate explora doar Academia Bullworth, cu celelalte zone devenind accesibile pe măsură ce povestea progresează.
Jucătorii pot folosi atacuri corp la corp sau diferite arme pentru a se lupta cu inamicii. Printre armele existente în joc se regăsesc praștia, pungi cu biluțe, bombe mirositoare și puști cu proiectile. Jimmy poate alerga, sări, înota sau folosi diferite vehicule pentru a explora lumea jocului. Printre vehiculele existente sunt skateboard-ul, scuterele, biciletele și karturile. Există și stații de autobuz, localizate în diferite locuri ale lumii, care îi permit jucătorului să se întoarcă rapid la Academia Bullworth. Dacă jucătorul este rănit, nivelul său de viață poate crește la loc folosind diferite tehnici, precum băutul sucurilor, care pot fi luate de la automate. Dacă jucătorul încalcă anumite reguli în timpul jocului, diferitele persoane cu autoritate din joc (de regulă profesorii sau polițiștii) pot interveni, cum este indicat de un contor de "necaz" amplasat în heads-up-display (HUD). Pe acest contor este indicat nivelul curent al gravității problemelor cauzate (de exemplu, la nivelul maxim de 6, autoritățile devin foarte agresive în încercarea de-al prinde pe jucător). Autoritățile îl vor căuta pe jucător dacă acesta reușește să scape din raza lor vizuală; câtă vreme jucătorul nu mai este văzut de nimeni, contorul de "necaz" intră în modul de răcire și în cele din urmă dispare complet odată ce jucătorul a reușit să evadeze de autorități.
Când nu fac misiunii, jucătorii pot participa la diferite ore de curs; absența de la aceste ore este considerată o încălcare a regulilor. După ce o trece, fiecare oră îi dă jucătorului o abilitate specială. De exemplu, ora de Engleză îi permite să își ceară scuze mai eficient în fața autorităților pentru a fi lăsat în pace, iar Chimia îi permite să creeze arme precum bombele mirositoare, pocnitorile și praful de scărpinat. Jucătorul poate începe relații romantice cu personajele non-jucător, permițându-i să le dea cadouri sau să le sărute; sărutatul poate crește totodată nivelul de viață, dacă jucătorul a fost rănit.

## Prezentare

### Plasare
Bully se desfășoară la Academia Bullworth, o școală privată cu internat din regiunea New England a Statelor Unite. După ce a fost exmatriculat din șapte școli anterioare, protagonistul jocului, James "Jimmy" Hopkins, în vârstă de 15 ani, este trimis aici timp de un an, în timp ce mama sa și noul ei soț pleacă în luna de miere. În jurul Academiei se află orășelul fictiv Bullworth. Campusul școlar este conceput într-un stil neo-gotic, similar cu școlile și colegiile publice din Regatul Unit și New England, precum Colegiul Fettes din Edinburgh.

### Povestea
După ce este lăsat la Academia Bullworth timp de un an de către mama sa și noul ei soț, Jimmy Hopkins îl întâlnește pe directorul școlii, Dr. Crabblesnitch, care îl avertizează să nu cauzeze probleme. La scurt timp, Jimmy se împrietenește cu seniorul Gary Smith și bobocul Peter "Petey" Kowalski. Asumându-și rolul de mentor, Gary îi prezintă lui Jimmy diferitele găști de la Bullworth: Bătăușii, Tocilarii, Prepii, Greaserii și Sportivii. În primele luni la Bullworth, Jimmy lucrează cu Gary pentru a-și arăta dominanța față de găști, jucându-le diferite farse, în timp ce se confruntă cu Bătăușii și se împrietenește cu Tocilarii, după ce îi ajută cu câteva favoruri. Totuși, Gary devine curând paranoic că Jimmy îl vorbește pe la spate și îl trădează, punându-l să se lupte cu Russell Northrop, liderul Bătăușilor, într-o arenă subterană. Jimmy îl învinge pe Russell și îl convinge să nu se mai ia de ceilalți elevi, câștigând astfel respectul Bătăușilor.
Dorind să-și mărească controlul asupra găștilor, Jimmy se concentrează pe Prepi. Totuși, imediat ce începe să le câștige încrederea, Gary îi convinge să se întoarcă împotriva lui. După mai multe confruntări cu Prepii, Jimmy se înscrie în cele din urmă în turneul de box organizat de liderul acestora, Derby Harrington, pentru a-și arăta dominanța. Deși Jimmy câștigă, Prepii refuză să se recunoască învinși și are loc o luptă masivă, care se termină cu Jimmy învingându-i pe Prepi și declarându-se noul lor lider. Când sosește Crăciunul, Jimmy încearcă să câștige respectul rivalilor principali ai Prepilor, Greaserii, și îl ajută pe liderul acestora, Johnny Vincent, să expună o relație între iubita sa, Lola Bombari, și Gord Vendome, un membru al Prepilor. Totuși, Greaserii își pierd respectul pentru el după ce Jimmy le vandalizează teritoriul într-o încercare de a recâștiga respectul Prepilor, și începe să se apropie de Lola. După ce Gary îi spune de acest lucru lui Johnny, el pregătește o ambuscadă pentru Jimmy, dar acesta scapă și îl învinge pe Johnny, astfel încât Greaserii îl recunosc drept noul lor lider.
Mai târziu, Jimmy își propune să preia controlul asupra Sportivilor, considerați a fi cea mai puternică gașcă. Pentru a-i învinge, Jimmy mai întâi câștigă încrederea rivalilor lor, Tocilarii, și a liderului acestora, Earnest Jones, după ce îi bate într-o luptă. Tocilarii vin cu un plan pentru a-i umili pe Sportivi și îl pun pe Jimmy să-i facă poze inadecvate lui Mandy Wiles, majoreta șefă a școlii, care sunt apoi împrăștiate prin oraș, umilind-o pe Mandy, deși Jimmy scapă în cele din urmă de poze din simpatie pentru Mandy. La scurt timp, Sportivii atacă ascunzătoarea Tocilarilor drept răzbunare, dar Jimmy o apără, și apoi îi ajută pe Tocilari cu cel mai nou plan al lor pentru a-i umili. Furând costumul mascotei școlii, el merge sub acoperire printre Sportivi și le joacă o serie de farse înainte de jocul lor cel mare. Umiliți, Sportivii, împreună cu liderul lor, Ted Thompson, îl provoacă pe Jimmy la o luptă pe terenul de fotbal al școlii, pe care o pierd.
Cu toate găștile unite sub conducerea lui Jimmy, pacea este restaurată la Bullwort, iar Jimmy, care se bucură de gloria sa nou-găsită, este respectat de toată lumea. Cu toate acestea, Gary îi convinge în secret pe liderii găștilor să pună presiune pe Jimmy, astfel încât acesta este de acord să vandalizeze primăria orașului. Când se întoarce la școală, Jimmy este martor al unei serii de farse destructive plănuite de Gary, pe care le rezolvă. Cu toate acestea, considerând că proasta conducere a lui Jimmy a dus la acele incidente, majoritatea găștilor se întorc împotriva lui. Mai mult, Gary îi spune lui Crabblesnitch despre cum Jimmy a vandalizat primăria, astfel încât acesta este exmatriculat și Gary este numit prefect. Aflând că farsele au fost realziate de "Towni", o bandă de foști elevi de la Bullworth pe care Gary i-a convins să se răzbune pe școală, Jimmy își propune să-i convingă să i se alăture pentru a se răzbuna pe Gary. El o întâlnește pe Zoe Taylor, o membră a Townilor care a fost exmatriculată de la Bullworth după ce s-a plâns că Domnul Burton, profesorul de sport, a asaltat-o sexual, și o ajută să se răzbune pe Burton. Cu ajutorul lui Zoe și Russell, Jimmy atacă apoi ascunzătoarea Townilor, unde îl învinge pe liderul lor, Edgar Munsen, căruia îi explică cum Gary s-a folosit de amândoi. Drept urmare, Jimmy îi câștigă respectul lui Edgar, care îi promite sprijinul Townilor.
La scurt timp, Gary și adepții săi preiau controlul asupra Academiei Bullworth, luându-l pe Crabblesnitch ostatic și iscând un război între găști. Russell și Townii îl ajută pe Jimmy să se ocupe de liderii găștilor, ceea ce îi permite să-l confrunte pe Gary. Jimmy îl urmărește până pe acoperișul școlii, unde Gary se laudă cu cât de ușor i-a manipulat pe toți să facă ce a vrut. După o luptă final, Jimmy îl învinge pe Gary, înainte ca amândoi să cadă de pe acoperiș în biroul lui Crabblesnitch. Odată eliberat, acesta îl exmatriculează pe Gary, îl concediază pe Burton pentru acțiunile sale împotriva lui Zoe, îl numește pe Petey prefect în locul lui Gary, și îl laudă pe Jimmy pentru eroismul său, permițându-i lui și lui Zoe să se întoarcă la Bullworth. În timp ce prietenii și aliații săi sărbătoresc, Jimmy și Zoe se sărută.

## Dezvoltare
Rockstar a anunțat Bully în mai 2005 pentru PlayStation 2 și Xbox, plănuind inițial să-l lanseze în octombrie 2005. Informații timpurii de la Take-Two Interactive despre joc indicau că jucătorul și-ar fi asumat rolul unui bătăuș, iar câteva capturi de ecran publicate de Electronic Gaming Monthly l-au arătat pe protagonist făcând farse și lovind alți elevi. Totuși, jocul final s-a dovedit a fi diferit, protagonistul fiind un elev cauzator de probleme care se împotrivește bătăușilor, ajungând astfel să-i bată în auto-apărare. 
Versiunea de PlayStation 2 a jocului utilizează prin RenderWare o variantă mai avansată a motorului folosit pentru Grand Theft Auto: San Andreas. Rockstar Vancouver a decis să facă fiecare elev din școală cu un aspect și o personalitate unică.
La elaborarea personajelor, echipa a avut ca scop recrearea stării de a fi copil și să o facă plăcută. Au fost făcute paralele între Jimmy și Holden Caulfield din cartea De veghe în lanul de secară, deoarece pentru amândoi viața acasă este dificilă și sunt trimiți la mai multe școli private. În versiune timpurii ale jocului, antagonistul principal ar fi trebuit să fie directorul școlii pompos, Dr. Crabblesnitch, dar acest rol a fost în cele din urmă luată de Gary Smith, un elev care se împrietenește inițial lui Jimmy. Descris ca un sociopat, Gary suferă de tulburări mentale cauzate de lipsa de atenție și este narcisist, astfel că ajunge să-l trădeze pe Jimmy, deoarece se consideră mai inteligent și mai bun decât toți ceilalți și își dorește să conducă întreaga școală de unul singur.

### Scholarship Edition
Pe 19 iulie 2007, Rockstar a anunțat lansarea unei versiuni îmbunătățite a lui Bully pentru Wii și Xbox 360, intitulată Bully: Scholarship Edition. Rockstar New England, redenumită mai târziu Mad Doc Software, a condus dezvoltarea versiunii pentru Xbox 360, în timp ce Rockstar Toronto a lucrat la o versiune pentru Wii. Aceste două versiuni au fost lansate amândouă pe 4 martie 2008. O versiune pentru Microsoft Windows a fost dezvoltată ulterior de Rockstar New England și lansată pe 21 octombrie 2008. Jocul conține câteva lucruri noi, inexistente în versiunea originală, precum noi misiuni, personaje, ore de curs clase și haine. Au fost făcute unele modificări minore la povestea jocului și fișierele vocale foarte comprimate ale versiunii originale au fost înlocuite cu unele de calitate superioară. Personajelor non-jucător întâlnite aleatoriu prin lumea jocului le-au fost date, de asemenea, mai multe linii de dialog. În plus, au fost adăugate și mini-jocuri competitive pentru doi jucători, "Realizările" pentru versiunea de Xbox 360 și comenzile de mișcare și pointer pentru Telecomanda Wii, în cazul versiuni pentru Wii. Toate versiunile Scholarship Edition folosesc motorul de joc Gamebryo în loc de cel RenderWare, care a fost folosit pentru versiunea originală.

## Recepție
Bully a primit recenzii "în general favorabile" de la critici, conform analizorului agregator Metacritic.
Începând cu data de 12 martie 2008, versiunea de PlayStation 2 a lui Bully a vândut 1,5 milioane de copii, conform celor spuse de Take-Two Interactive.
Daniel Wilks de la Hyper a lăudat jocul pentru "povestea inteligentă, câteva misiuni noi și personaje bine construite". Totuși, el a criticat jocul pentru "dilatarea timpului, camerele greu de controlat și mini-jocurile generice și repetitive".

### Scholarship Edition
Bully: Scholarship Edition a fost lansat pe 4 martie 2008. Atât versiunea pentru Wii cât și cea pentru Xbox 360 a primit recenzii în general pozitive de la IGN, cu o notă de 8/10 pentru Wii și 8.7/10 pentru Xbox 360. 1UP.com a dat versiunii pentru Wii nota A și versiunii pentru Xbox 360 nota B. Gameplasma a dat versiunii pentru Wii un 9/10. Totuși, versiunea pentru PC a primit recenzii mixte, cu un rating "bun" de 7.8/10 de la IGN și un C- de la 1UP.com, care a numit jocul "o versiune inferioară care - în ciuda timpul ridicol de mare care a durat pentru a fi făcută - se simte ca ceva făcut în grabă". GameSpot a evaluat-o mai târziu cu un rating "echitabil" de 6/10, numind-o "o încercare leneșă de a porta jocul, care elimină din distracția clasică a lui Bully la școală". Versiunea pentru Xbox 360 a lui Bully: Scholarship Edition s-a dovedit a fi instabilă în unele console ale jucătorilor, ducând la diferite glitch-uri, crash-uri și probleme de performanță. Pe 20 martie a fost lansat un patch, dar câțiva jucători au raportat că problemele încă mai există.

### Premii
- "Cel mai bun joc de acțiune pentru PlayStation 2" de la IGN.
- "Cea mai bună muzică originală" de la GameSpot.
- Finalist la "Jocul Anului 2006" al GaneSpot.
- "52 de jocuri pe care încă le vom mai juca din 2006" din Gaming Target.
- A apărut în "1001 Jocuri Video pe care trebuie să le joci înainte de a muri" în 2010.
- Bully: Scholarship Edition a fost nominalizat pentru premiul "Cel mai bun voice acting pentru un joc de pe Xbox 360" la premiile IGN din 2008.
- Versiunea originală de PlayStation 2 a lui Bully a primit un premiu "Platină" pentru vânzări de la  Entertainment and Leisure Software Publishers Association (ELSPA), indicând peste 300.000 de copii vândute în Regatul Unit.

## Controverse
Numele și gameplay-ul lui Bully a dus la diferite controverse din partea părinților și profesorilor care au observat conținutul matur din jocurile Rockstar anterioare, inclusiv controversa "Hot Coffee" din GTA: San Andreas. Grupuri precum Bullying Online și Peaceaholics au criticat jocul pentru încurajarea bătăușilor, deși toate acestea au fost înainte ca jocul să fi fost măcar lansat. Jucătorul poate, de asemenea, să sărute anumite fete sau băieți din joc, cea ce a fost luat în considerare când ESRB a dat un rating produsului. Panourile de clasificare au interzis în general Bully pentru adolescenți. În Statele Unite, Entertainment Software Rating Board (ERSB) i-a dat un rating T (adolescenți), în Regatul Unit, British Board of Film Classification (BBFC) i-a dat un rating de 15 ani, în Australia, Classification Board i-a dar un rating M (maturi), iar în Noua Zeelandă, Office of Film and Literature Classification (OFLC) i-a dat un rating de 13 ani.
În 2007, Yahoo! Games a inclus Bully printre top 10 cele mai controversate jocuri din toate timpurile.

### Cenzurarea
Bully a fost interzis în Brazilia. În aprilie 2008, justiția Braziliană a interzis comercializarea și importarea jocului. Decizia a fost luată de judecătorul Flávio Mendes Rabelo din statul Rio Grande do Sul pe baza constatărilor psihologice ale societății de psihologie de stat care a spus că jocul ar pute dăuna adolescenților și adulților. Oricine ar fi prins vânzând jocul va fi amendat cu 1.000.000 de reali. Aproximativ 8 ani mai târziu, în iulie 2016, jocul a fost oficial relansat în Brazilia, pentru porturile de PC și PS4.
În timp ce Keith Vaz, deputatul britanic al muncii, a cerut ca jocul să fie interzis sau să i se dea un rating de 18 ani în Regatul Unit înainte de lansare, jocul a fost lansat cu un rating de 15 ani. Currys și PC World, amândouă deținute de DSG International, au spus că nu și-au dorit să vândă jocul în Regatul Unit pentru că "nu se potrivea cu imaginea de jocuri prietenoase pentru familie a lui Currys". Declarația menționează ce Currys crede că este "legătura explicită între copii și violență" ca motivul din spatele interzicerii. În ciuda deciziei, alți comercianți stradali precum Game, HMV și Virgin Megastores și-au anunțat intenția de a depozita jocul.
Înainte de rating-ul din partea lui ESRB și lansarea lui Bully, Jack Thompson a depus un proces în încercarea de a interzice jocul în Florida. Thompson a declarat că jocul este o "încălcare a dreptului comun" și "simulator al masacrului de la Columbine". Cererea lui Thompson, depusă la cea de-a 11-a Curte de Circuit Judiciară, a cerut ca Wal-Mart și Take-Two Interactive să îi furnizeze o copie în avans a lui Bully, astfel încât să poată avea o "a treia parte" care să joace jocul și să determine dacă ar putea fi considerat o încălcare publică a dreptului comun în Florida, caz în care ar putea fi interzis. Take-Two Interactive s-a oferit să dea o copie și să-i lase atât pe judecător, cât și pe Thompson să vizualizeze jocul în camerele judecătorului pe 12 octombrie 2006. Pe 13 octombrie 2006, judecătorul Ronald Friedman a decis în favoarea expedierii jocului, menționând că nu există conținut în joc care nu era deja la televizor noaptea târzie. Thompson a răspuns la această hotărâre printr-un discurs adresat judecătorului. Când a fost oferită o construcție de previzualizare, mass-media americană și-a creat o imagine în general pozitivă despre jocului. Presa a descris jocul ca o formă liberă, concentrându-se pe construirea unei rețele sociale și învățarea de noi competențe din clase, cu pedepse strict aplicate pentru abateri grave.